# Prokoško jezero
Prokoško jezero je ledničko jezero na blizu 1660 metara nadmorske visine. Nalazi se na planini Vranica, 22 km udaljeno od centra gradića Fojnica, Bosna i Hercegovina, između dolina rijeke Vrbasa i doline rijeke Bosne. Kotlina jezera leži u zoni migmatita. Jezero se puni vodom iz lednika, podjezerskih i okolnih izvora lociranih u podnožju Debelog brda, topljenjem snijega sa okolnih padina i atmosferskim talozima. Vodu gubi otokom veličine manje rijeke, procjeđivanjem i isparavanjem. Površina jezerskog basena iznosi 48.330 m². Dužina jezera je 426 m, maksimalna širina 191,3 m, a srednja širina 113,4 m, dok je dužina obalske linije 1.060,5 m. Srednja dubina jezera iznosi 5,7 m, a maksimalna 13,0 m. Tokom ljetnih mjeseci nivo može da se smanji na 60 cm.
Jezero se odlikuje endemskom vrstom triton, prirodna rijetkost iz reda repatih vodozemaca na listi zaštićenih vrsta od 1954. godine. Endem je 1891. godine pronašao ornitolog Zemaljskog muzeja u Sarajevu, Otmar Rajzer, a opisao Franc Verner 1902. godine. Razlikuje se od tipične vrste po proporcionalno većoj glavi. Doseže dužinu do 12 cm, hrani se vodenim insektima i vodenim puževima.
Osim toga, jezero je poribljeno kalifornijskom pastrmkom.
Okruženo stočarskim kolibama – katunima, predstavlja dio netaknute prirode i izletničku destinaciju, već dugi niz godina. Pored samog jezera nalazi se planinarski dom sagrađen prvi put 1937, obnovljen 1952. godine, uništen u požaru 1983, a od 2010. godine se prikupljaju sredstva za njegovu obnovu.
Jezero je proglašeno spomenikom prirode još 60-tih godina, ponovo proglašeno spomenikom prirode III kategorije, sa površinom od 2.225 hektara podijeljenih u 3 zone 2004. godine (2005. definisane kategorije).
Danas spada u jedno od najugroženijih planinskih jezera, zbog negativnih fizičkogeografskih procesa, regresivne erozije po uzdužnom profilu jezerske otoke, kao i velikog broja stočarskih koliba i vikendica izgrađenih na jugozapadnoj jezerskoj slivnoj strani, zbog čega se stvaraju veći sistemi močvarne i barske vegetacije.

## Literatura
- Мала енциклопедија Просвета (3 изд.). Београд: Просвета. 1985. ISBN 978-86-07-00001-2. Недостаје или је празан параметар |title= (помоћ)
- Марковић, Јован Ђ. (1990). Енциклопедијски географски лексикон Југославије. Сарајево: Свјетлост. ISBN 978-86-01-02651-3.